# اثرات اقتصادی حملات ۱۱ سپتامبر
اثرات اقتصادی حملات ۱۱ سپتامبر (انگلیسی: Economic effects of the September 11 attacks)با شوک‌های اولیه ای که سبب شد بازارهای سهام جهانی به شدت افت کنند همراه شد. این حملات به تنهایی تقریباً ۴۰ میلیارد دلار خسارت بیمه داشت و این امر را به یکی از بزرگترین حوادث بیمه شده در تاریخ تبدیل کرده‌است.

## بازارهای مالی

بورس اوراق بهادار بین ۱۰ سپتامبر ۲۰۰۱ و ۱۷ سپتامبر ۲۰۰۱ بسته شد. پس از وحشت اولیه، شاخص صنعتی داو جونز به سرعت فقط با افت جزئی افزایش یافت.

روز سه شنبه، ۱۱ سپتامبر ۲۰۰۱، بازگشایی بورس اوراق بهادار نیویورک (NYSE) پس از برخورد اولین هواپیما به برج شمالی مرکز تجارت جهانی به تأخیر افتاد و معامله گری در آن روز بعد از برخورد هواپیمای دوم به برج جنوبی لغو شد. سپس ساختمان بورس اوراق بهادار نیویورک و همچنین تقریباً همه بانک‌ها و موسسات مالی در وال استریت و بسیاری از شهرهای کشور تخلیه شد. بورس اوراق بهادار لندن و سایر بورس‌های سهام در سراسر جهان نیز از ترس پیگیری حملات تروریستی تعطیل و تخلیه شدند. بورس اوراق بهادار نیویورک تا روز دوشنبه بعد بسته باقی ماند. این سومین بار در تاریخ بود که این بورس تعطیلی طولانی مدت را تجربه می‌کرد، اولین بار در ماه‌های اولیه جنگ جهانی اول بود. و دوم مارس ۱۹۳۳ در دوران رکود بزرگ معاملات در بازار اوراق قرضه ایالات متحده نیز متوقف شد. کانتور فیتزجرالد، معامله گر برجسته اوراق قرضه دولتی، در مرکز تجارت جهانی مستقر بود. صرافی نیویورک نیز پس از این حملات به مدت یک هفته بسته شد.
فدرال رزرو بیانیه ای صادر کرد و گفت: "برای تأمین نیازهای نقدینگی  باز و فعال است. "فدرال رزرو طی سه روز پس از حمله، برای کمک به جلوگیری از بحران مالی، روزانه ۱۰۰ میلیارد دلار نقدینگی تزریق کرد. راجر دبلیو فرگوسن، رئیس فدرال رزرو، جزئیات این و سایر اقدامات فدرال رزرو را حفظ ثبات اقتصادی و جبران اختلالات احتمالی ناشی از سیستم مالی شرح داده‌است.
قیمت هر اونس طلا در معاملات لندن از ۲۱۵٫۵۰ دلار به ۲۸۷ دلار افزایش یافت. قیمت نفت نیز سیر صعودی ناگهانی در پیش گرفت. قیمت گاز در ایالات متحده نیز برای مدت کوتاهی افزایش یافت، هرچند که افزایش قیمت فقط حدود یک هفته به طول انجامید.
معاملات ارز ادامه یافت و دلار ایالات متحده در برابر یورو، پوند انگلیس و ین ژاپن به شدت سقوط کرد. روز بعد، بازارهای سهام اروپا به شدت سقوط کردند، از جمله کاهش ۴٫۶ درصدی در اسپانیا، ۸٫۵ درصدی در آلمان، و ۵٫۷ درصدی در بورس اوراق بهادار لندن. سهام در بازارهای آمریکای لاتین نیز قبل از توقف معاملات به میزان ۹٫۲ درصدی در برزیل، ۵٫۲ درصدی در آرژانتین و ۵٫۶ درصدی در مکزیک سقوط کردند.